# Mario Sánchez
Mario Sánchez Yantén (22 luglio 1956) è un ex arbitro di calcio cileno, internazionale dal 1994 al 2001.

## Carriera
Iniziò la carriera nel campionato nazionale cileno; fu poi nominato internazionale nel 1994. Debuttò in un match di club di Coppa Libertadores 1995 tra Universidad Católica e Universidad de Chile, terminato 4-1 e tenutosi il 12 aprile del 1995. Nel 1996 fu designato per le Qualificazioni al campionato mondiale di calcio 1998, dirigendo un totale di 4 incontri, egualmente ripartiti tra gruppo della CONMEBOL e gruppo della CONCACAF. Un anno dopo esordì nella fase finale di una competizione ufficiale per Nazionali, il Campionato mondiale di calcio Under-17 1997, dirigendo tre incontri, tra cui la semifinale tra Spagna e Ghana. Sempre nella medesima annata, arbitrò nel Campionato sudamericano di calcio Under-20 1997 e la finale della Supercoppa Sudamericana 1997 tra San Paolo e River Plate. Dati i risultati positivi, la FIFA lo inserì nella rosa degli arbitri per Francia 1998: in tale manifestazione diresse due gare, Nigeria - Bulgaria il 19 giugno e Sudafrica - Arabia Saudita il 24 giugno. Partecipò poi alla Copa América 1999 e fu in campo nella finale d'andata della Coppa Libertadores 1999 tra Deportivo Cali e Palmeiras. Fu selezionato per Sydney 2000 e vi arbitrò due gare, così come nella CONCACAF Gold Cup 2000. Nella Copa América 2001 fu designato per la semifinale del 26 luglio tra Colombia e Honduras, mentre nelle Qualificazioni al campionato mondiale di calcio 2002 diresse tre incontri.